# Kościelniki (Kraków)
Kościelniki – dawniej wieś podkrakowska, zlokalizowana w dolinie Potoku Kościelnickiego, około 20 km na wschód od centrum Krakowa. Od roku 1973 w granicach Krakowa, obecnie wchodzi w skład Dzielnicy XVIII Nowa Huta.
W Kościelnikach znajduje się również szkoła podstawowa oraz kościół pw. św. Józefa.

## Historia
Wzmiankowana w 1369 roku kiedy to stanowiła własność Goworka (Gwarka) z Kościelnik. Na przełomie XIX i XX w. do Kościelnik przyłączono wieś Stanisławice.

## Zabytki
- Pałac budowany w latach 1697–1730 w stylu barokowym, później przebudowany w stylu klasycystycznym.
- Ogród geometryczny z 1712 r. (przekomponowany w XVIII wieku) z terasami i kanałami.